# Kingston (New York)
Kingston è una città degli Stati Uniti d'America situata nello Stato di New York e in particolare nella contea di Ulster, della quale è il capoluogo.